# 鄭成孝
鄭成孝（韓語：정성효），韓國電視劇導演。

## 作品

### 電視劇
- 1996年：KBS《遙遠的國度》
- 2000年：KBS《小蓋子》
- 2001年：KBS《純情》
- 2003年：KBS《珍珠項鍊》
- 2006年：KBS《19歲的純情》

### 製作作品
- 2004年：KBS《浪漫滿屋》
- 2004年：KBS《對不起，我愛你》
- 2004年：KBS《致父親母親》
- 2005年：KBS《愛情中毒》
- 2005年：KBS《悲傷啊，再見！》
- 2006年：KBS《這該死的愛情》
- 2008年：KBS《我被你迷住了》
- 2008年：KBS《太陽的女子》

### 總製作作品
- 2007年：KBS《京城醜聞》
- 2010年：KBS《瑪莉外宿中》
- 2011年：KBS《間諜明月》
- 2011年：KBS《烏鵲橋兄弟》
- 2015年：KBS《記得你》
- 2015年：KBS《Who Are You－學校2015》

### 企劃作品
- 2007年：KBS《詐騙信用調查所》
- 2008年：KBS《最強七迂》

## 外部連結
- NAVER （页面存档备份，存于）